# Lista de finais de tetraplegia em simples do tênis nos Jogos Paralímpicos
Esta é a lista de finais de tetraplegia em simples do tênis nos Jogos Paralímpicos de Verão.

## Por ano

### Disputa pela medalha de ouro
| Ano  | Cidade-sede    | Medalhista de ouro | Medalhista de prata  | Resultado  |
| ---- | -------------- | ------------------ | -------------------- | ---------- |
| 2024 | Paris          |                    |                      |            |
| 2020 | Tóquio         | AUS Dylan Alcott   | NED Sam Schröder     | 7⁷–6², 6–1 |
| 2016 | Rio de Janeiro | AUS Dylan Alcott   | GBR Andrew Lapthorne | 6–3, 6–4   |
| 2012 | Londres        | ISR Noam Gershony  | USA David Wagner     | 6–3, 6–1   |
| 2008 | Pequim         | GBR Peter Norfolk  | SWE Johan Andersson  | 6–2, 6–2   |
| 2004 | Atenas         | GBR Peter Norfolk  | USA David Wagner     | 6–3, 6–2   |

### Disputa pela medalha de bronze
| Ano  | Cidade-sede | Medalhista de bronze | Quarto lugar        | Resultado     |
| ---- | ----------- | -------------------- | ------------------- | ------------- |
| 2024 | Paris       |                      |                     |               |
| 2020 | Tóquio      | NED Niels Vink       | JPN Koji Sugeno     | 6–1, 6–4      |
| 2012 | Londres     | USA Nicholas Taylor  | ISR Shraga Weinberg | 1–6, 6–3, 6–4 |
| 2008 | Pequim      | USA David Wagner     | NED Nicholas Taylor | 6–4, 4–6, 6–1 |
| 2004 | Atenas      | NED Bas van Erp      | USA Nicholas Taylor | 6–4, 7–68     |

## Estatísticas

### Medalhas por país
| Ordem | País               | Medalha de ouro | Medalha de prata | Medalha de bronze |   |
| ----- | ------------------ | --------------- | ---------------- | ----------------- | - |
| 1     | GBR Grã-Bretanha   | 2               | 1                |                   | 3 |
| 2     | AUS Austrália      | 2               |                  |                   | 2 |
| 3     | ISR Israel         | 1               |                  |                   | 1 |
| 4     | USA Estados Unidos |                 | 2                | 3                 | 5 |
| 5     | NED Países Baixos  |                 | 1                | 1                 | 2 |
| 6     | SWE Suécia         |                 | 1                |                   | 1 |

### Múltiplos medalhistas
| Ordem | País              |   |   |   |   |
| ----- | ----------------- | - | - | - | - |
| 1     | AUS Dylan Alcott  | 2 | 0 | 0 | 2 |
| 1     | GBR Peter Norfolk | 2 | 0 | 0 | 2 |
| 2     | USA David Wagner  | 0 | 2 | 2 | 4 |